# Mettelhorn
Le Mettelhorn est un sommet des Alpes culminant à 3 405 mètres d'altitude. Il est situé en Suisse, dans le canton du Valais non loin de Zermatt.

## Localisation
Le Mettelhorn est situé sur la rive gauche du Mattertal entre Täsch et Zermatt.

## Flore

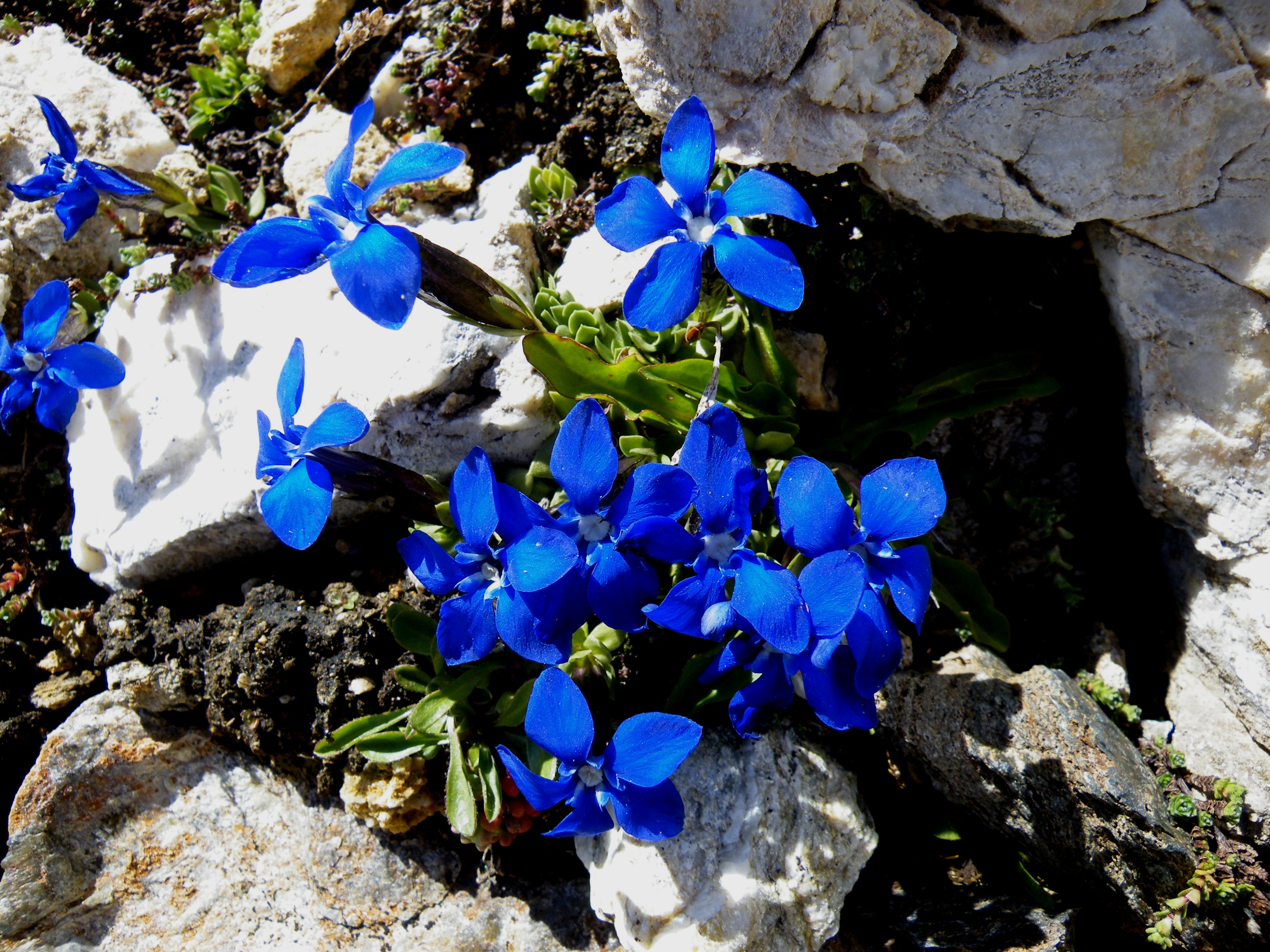
Gentiane acaule photographiée dans le Mettelhorn